# Cheryl Ladd

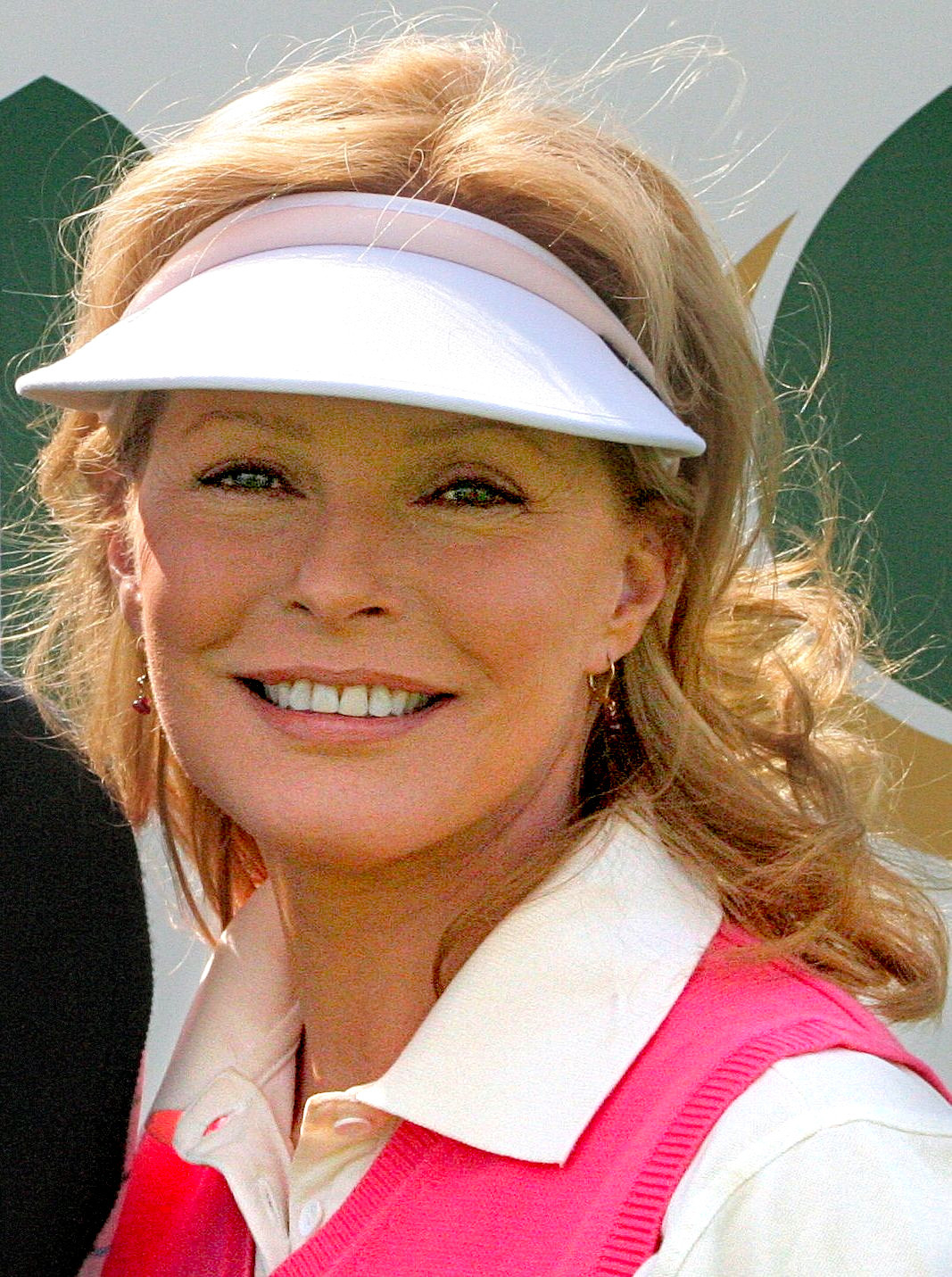
Cheryl Ladd (2007)

Cheryl Ladd (* 12. Juli 1951 als Cheryl Jean Stoppelmoor in Huron, South Dakota) ist eine US-amerikanische Schauspielerin und Sängerin.

## Leben
Ladd wuchs mit ihrer älteren Schwester und ihren beiden jüngeren Brüdern in ihrem Geburtsort Huron im US-Bundesstaat South Dakota auf. Ihre Mutter Dolores Stoppelmoor arbeitete als Kellnerin, ihr Vater Marion war Lokomotivführer. Bereits als Kind begeisterte sie sich für Gesang, Tanz und Schauspielerei. Während ihrer Schulzeit war sie als Cheerleader aktiv und sang in einer Band namens The Music Shop. Nach ihrem Schulabschluss im Jahr 1969 ging sie mit der Band nach Los Angeles, wo sich die Gruppe jedoch kurze Zeit später auflöste. Daraufhin fasste Ladd den Entschluss, Schauspielerin zu werden.

### Karriere

#### Schauspielerin

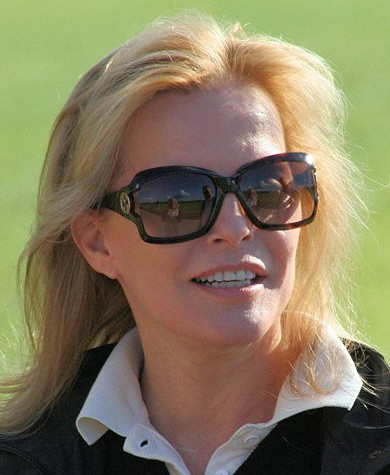
Cheryl Ladd (2007)

Ihr Debüt in der Filmbranche gab Cheryl Ladd noch unter dem Künstlernamen Cherie Moor in der Fernsehzeichentrickserie Josie und die Pussycats (1970), als sie dem Charakter Melody Jones ihre Gesangsstimme lieh. Ihr Kinodebüt gab sie auch unter diesem Namen 1971 in dem Actiondrama Chrom und heißes Leder. Daneben war sie in etlichen Werbespots zu sehen und spielte Nebenrollen in diversen Fernsehserien. In der Serie The Rookies (1972) und dem Fernsehfilm Satan’s School for School Girls (1973) traf sie erstmals auf Kate Jackson, an deren Seite sie später in der Fernsehserie Drei Engel für Charlie spielen sollte. Am Set von Treasure of Jamaica Reef (1973) traf sie ihren späteren Ehemann David Ladd.
Ihren Durchbruch feierte sie in den 1970er Jahren mit der Serie Drei Engel für Charlie, in der sie von 1977 bis zum Ende 1981 als Nachfolgerin von Farrah Fawcett neben Kate Jackson und Jaclyn Smith die Rolle der Kris Munroe spielte. Es folgten Hauptrollen in Fernsehfilmen wie dem Drama When She Was Bad… (1979) an der Seite von Robert Urich, in dem sie eine Mutter spielt, die ihre Tochter schlägt; daneben Grace Kelly (1983), Jekyll & Hyde (1990) oder die Danielle-Steel-Verfilmung Changes (1991). Selten war Ladd auch in Kinoproduktionen wie dem Kriegsepos Einmal Hölle und zurück (1984) oder dem Sci-Fi-Abenteuer Millennium (1989) zu sehen. In dem Thriller Poison Ivy – Die tödliche Umarmung (1992) spielte sie neben Sara Gilbert, Drew Barrymore und Tom Skerritt. In den Jahren 1994 bis 1996 hatte sie eine Hauptrolle in der Fernsehserie One West Waikiki, die nach zwei Staffeln eingestellt wurde. Zwischen 2003 und 2008 spielte sie einen Nebencharakter in der erfolgreichen Serie Las Vegas.

#### Sängerin
Cheryl Ladd veröffentlichte bereits 1974 für Warner die wenig erfolgreiche Single Mama Don’t Be Blue. 1976 unterschrieb sie einen Vertrag bei Capitol und veröffentlichte die Single Country Love, die ebenfalls kein Hit wurde. Auf dem Höhepunkt des Erfolgs mit der Serie Drei Engel für Charlie veröffentlichte sie einige Singles und drei Studioalben. In den USA hatte sie nur einen Hit: Die Single Think it Over platzierte sich auf Platz 34 der Billboard-Charts. Die Alben Cheryl Ladd (1978, Platz 129) und Dance Forever (1979, Platz 179) konnten sich ebenfalls in den Hitlisten platzieren. 1978 war sie zu Gast in der Muppet Show und sang dort unter anderem I Enjoy Being a Girl im Duett mit Miss Piggy.
Im Jahr darauf präsentierte Ladd erstmals ihre eigene Variété-Show The Chery Ladd Special im US-Fernsehen. Als Gäste waren unter anderem Waylon Jennings und Melanie Griffith dabei. Die Show erhielt eine Emmy-Nominierung. Weitere Shows folgten 1980 (The Cheryl Ladd Special: Souvenirs) und 1982 (Cheryl Ladd: Scenes from a Special). Eine besondere Ehre wurde ihr am 20. Januar 1980 zuteil; sie durfte beim Super Bowl XIV die US-amerikanische Nationalhymne singen. Ihre Gesangskarriere setzte sie mangels Erfolg in den USA vor allem in Japan fort. Ihre dritte LP Take a Chance (1981) wurde exklusiv nur dort veröffentlicht. 1982 erschien mit Fascinated ein VHS-Kaufvideo, in dem sie eine Auswahl ihrer Songs präsentierte.
Auch am Broadway betätigte sich Ladd. Sie spielte ab September 2000 die Hauptrolle in dem Musical Annie Get Your Gun. Sie übernahm die Rolle von Bernadette Peters und gab sie im Januar 2001 an die Countrysängerin Reba McEntire ab.

### Privatleben
Cheryl Ladd war von 1974 bis 1980 mit dem Schauspieler David Ladd, dem Sohn von Alan Ladd, verheiratet. Der Ehe entstammt die Tochter Jordan Ladd, die ebenfalls Schauspielerin ist. 1981 heiratete Cheryl Ladd den Produzenten und Musiker Brian Russell, der in den 1970er Jahren Teil des Duos Brian & Brenda war.
Ladd spielt in ihrer Freizeit gerne Golf und nahm in den USA auch an zahlreichen Prominententurnieren teil. 2005 veröffentlichte sie ein Buch mit dem Titel Token Chick: A Woman’s Guide to Golfing with the Boys. Es war bereits ihr zweites Buch; 1996 hatte sie mit ihrem Ehemann Brian Russell das Kinderbuch The Adventures of Little Nettie Windship veröffentlicht. Außerdem engagiert sie sich für missbrauchte Kinder, unter anderem als Botschafterin der Organisation Childhelp.

## Diskografie
Alben:
- 1978: Cheryl Ladd
- 1979: Dance Forever
- 1981: Take a Chance (nur in Japan)
- 1981: The Best of Cheryl Ladd (Compilation, nur in Japan)

Singles:
- 1978: Think It Over

## Filmografie (Auswahl)
- 1971: Chrom und heißes Leder (Chrome and Hot Leather)
- 1977–1981: Drei Engel für Charlie (Charlies Angels, Fernsehserie, 87 Folgen)
- 1979: The Muppets Go Hollywood
- 1983: Aufruhr unter Tage (Kentucky Woman)
- 1983: Grace Kelly (Fernsehfilm)
- 1984: Einmal Hölle und zurück (Purple Hearts)
- 1985: A Death in California (Miniserie)
- 1985: Romance on the Orient Express (Fernsehfilm)
- 1987: Engel des Todes (Deadly Care)
- 1988: Stürme des Herzens (Bluegrass, Fernsehfilm)
- 1989: Stimme des Todes (Lisa)
- 1989: Millennium – Die 4. Dimension (Millennium)
- 1990: Jeckyl und Hyde (Jekyll & Hyde, Fernsehfilm)
- 1990: Spuren der Vergangenheit (The Girl Who Came Between Them, Fernsehfilm)
- 1991: Danielle Steel – Unter dem Regenbogen (Changes, Fernsehfilm)
- 1992: Poison Ivy – Die tödliche Umarmung (Poison Ivy)
- 1994: Tod im Rotlicht (Dancing with Danger, Fernsehfilm)
- 1994–1996: One West Waikiki (One West Waikiki, Fernsehserie, 20 Folgen)
- 1996: Warnung aus dem Jenseits (The Haunting of Lisa, Fernsehfilm)
- 1996: Ehe aus Berechnung – Bis dass Dein Tod uns scheidet (Vows of Deception, Fernsehfilm)
- 1998: Auf den Spuren des Wahnsinns (Every Mother’s Worst Fear. Fernsehfilm)
- 1998: Permanent Midnight – Voll auf Droge (Permanent Midnight)
- 1998: Teuflische Engel – Sie kriegen euch auch noch (Perfect Little Angels, Fernsehfilm)
- 1999: A Dog of Flanders
- 2002: Her Best Friend’s Husband (Fernsehfilm)
- 2003: Charmed – Zauberhafte Hexen (Charmed, eine Folge)
- 2003–2008: Las Vegas (Fernsehserie, 29 Folgen)
- 2009: CSI: Miami (Fernsehserie, eine Folge)
- 2011: Navy CIS (Fernsehserie, eine Folge)
- 2011: Chuck (Fernsehserie, eine Folge)
- 2012: Santa Pfote 2 – Die Weihnachts-Welpen (Santa Paws 2: The Santa Pups)
- 2014: Anger Management (Fernsehserie, eine Folge)
- 2014: Die perfekte Welle
- 2015: Ray Donovan (Fernsehserie, eine Folge)
- 2015: Garage Sale Mystery – The Wedding Dress (Fernsehfilm)
- 2016: American Crime Story (Fernsehserie, 4 Folgen)
- 2017: Unforgettable
- 2017: Ballers (Fernsehserie, eine Folge)
- 2017: Ein Prinz zu Silvester (Royal New Year’s Eve, Fernsehfilm)
- 2017: Camera Store
- 2018: The Christmas Contract
- 2019: Ein Weihnachtsgeschenk des Himmels (Grounded for Christmas, Fernsehfilm)
- 2020: Christmas Unwrapped (Fernsehfilm)